# Uriah Shelton
Uriah Justus Shelton (Dallas, 10 marzo 1997) è un attore e cantante statunitense famoso per aver interpretato Jeff Cargill nella serie televisiva The Glades, Josh nella web series Blue e Joshua Matthews in Girl Meets World.

## Biografia

### Giovinezza
Shelton è nato a Dallas, Texas, e ha anche vissuto a Magnolia Springs, in Alabama. Ha frequentato un corso di modellazione all'età di 7 anni, che lo ha portato all'inizio della sua carriera di attore in spot televisivi. Shelton è anche coinvolto nelle arti marziali miste.

### Carriera
Shelton ha recitato in diverse serie televisive, tra le quali Senza traccia, Ghost Whisperer - Presenze, Kamen Rider Dragon Knight, Zack e Cody sul ponte di comando, Trauma, Detective Monk e R.L. Stine's The Haunting Hour.
Shelton ha recitato nel ruolo di Henry Matthews nel film Lifted. Shelton ha scritto e cantato la canzone "I Miss You," nel film. Ha interpretato il ruolo di Joshua Matthews nella serie Girl Meets World, sequel della sitcom degli anni'90 Crescere, che fatica!.
Shelton ha anche recitato nella serie drammatica The Glades. Nel 2020, ha interpretato l'interesse amoroso di Kathryn Newton nel film horror Freaky.

## Filmografia

### Cinema
- Lower Learning, regia di Mark Lafferty (2008)
- Opposite Day, regia di R. Michael Givens (2009)
- Alabama Moon, regia di Tim McCanlies (2009)
- Lifted, regia di Lexi Alexander (2010)
- The Warriors Gate, regia di Matthias Hoene (2016)
- Flock of Four, regia di Gregory Caruso (2017)
- Skywatch, regia di Colin Levy - cortometraggio (2019)
- Freaky, regia di Christopher Landon (2020)

### Televisione
- Senza traccia (Without a Trace) – serie TV, 1 episodio (2007)
- Ghost Whisperer - Presenze (Ghost Whisperer) – serie TV, 1 episodio (2007)
- MADtv – serie TV, 1 episodio (2008)
- Ring of Death, regia di Bradford May – film TV (2008)
- La tata dei desideri (The Nanny Express), regia di Bradford May – film TV (2008)
- Kamen Rider Dragon Knight (Kamen Rider: Dragon Knight) – serie TV, 1 episodio (2008)
- Zack e Cody sul ponte di comando (The Suite Life on Deck)  – serie TV, 1 episodio (2009)
- Trust Me – serie TV, 3 episodi (2009)
- Trauma – serie TV, 1 episodio (2009)
- Little Monk – serie TV, 2 episodi (2009)
- Detective Monk (Monk) – serie TV, 1 episodio (2009)
- Exit 19 – film TV (2009)
- Un soldato, un amore (Meet My Mom), regia di Harvey Frost – film TV (2010)
- R.L. Stine's The Haunting Hour – serie TV, 1 episodio (2011)
- Franklin & Bash – serie TV, 1 episodio (2011)
- L'uomo di casa (Last Man Standing) – serie TV, 1 episodio (2012)
- Justified – serie TV, 1 episodio (2012)
- The Glades – serie TV, 37 episodi (2010-2013)
- The Rev – serie TV, 1 episodio (2013)
- Blue – webserie, 24 episodi (2012-2014)
- Mamma in un istante (Instant Mom) – serie TV, 1 episodio (2015)
- Girl Meets World – serie TV, 8 episodi (2014-2017)
- Tredici (13 Reasons Why) – serie TV, 2 episodi (2017)
- NCIS: Los Angeles – serie TV, episodi 9x05, 9x11 (2017)
- The Romanoffs – serie TV, 1 episodio (2018)
- Cercando Alaska (Looking for Alaska), regia di Sarah Adina Smith, Rachel Lee Goldenberg, Brett Haley, Ami Canaan Mann, Clea DuVall, Megan Griffiths, Rashaad Ernesto Green e Josh Schwartz – miniserie TV (2019)

## Doppiatori italiani
Nelle versioni in italiano delle opere in cui ha recitato, Uriah Shelton è stato doppiato da:
- Ruggero Valli in The Glades
- Alex Polidori in Freaky
- Manuel Meli in Girl Meets World, NCIS: Los Angeles

## Pubblicità
Uriah è apparso nella pubblicità della Dodge Caravan del 2007.

## Riconoscimenti
- 2009 – Young Artist Award
  - Nomination Miglior performance in un film – Giovane attore non protagonista per La tata dei desideri